# Guido Veroi
Guido Veroi (Roma, 16 novembre 1926 – Roma, 16 gennaio 2013) è stato un medaglista e scultore italiano.

## Biografia
Ha studiato medaglistica con Pietro Giampaoli alla "Scuola d'Arte della Medaglia - Giuseppe Romagnoli", oltre alla medaglistica e alla moneta si dedica alla vetrata, al mosaico, alla ceramica e al bronzetto.
Nel 1958 assieme a Pietro Giampaoli disegna il verso delle 500 lire "Caravelle" e da allora collabora con l'Istituto Poligrafico e Zecca dello Stato, inoltre disegna con lui le 500 lire per il centenario dell'Unità d'Italia del 1961.

Nel 1979 firmò, insieme con Celestino Giuseppe Giampaoli, la moneta da 500 lire per la Città del Vaticano, nel primo anno di pontificato di papa Giovanni Paolo II..
A Martina Franca (TA) si occupa del mosaico e della vetrata della Parrocchia della Santa Famiglia.
Nel 2002 disegna insieme a Uliana Pernazza la prima serie di monete euro vaticane con l'effigie di papa Giovanni Paolo II.
Muore a Roma a 87 anni il 16 gennaio 2013 nella sua casa di Monte Mario.

## Fonti
- Guido Veroi su Numismatica Italiana